# جيم وير (كرة سلة)
جيم وير (بالإنجليزية: Jim Ware)‏ مواليد 2 مايو 1944 في ناتشيز، كان لاعب كرة سلة أمريكي. بدأ مسيرته الاحترافية في سنة 1966. تم اختياره من قبل فريق سكرامنتو كينغز خلال الدرافت. بلغ طوله 6 قدم 7 بوصة (2.0 م). اعتزل اللعب في 1973. لعب مع سكرامنتو كينغز وهيوستن روكتس.

## روابط خارجية
- جيم وير على موقع إن بي أي (الإنجليزية)
- جيم وير على موقع سبورتس رفرنس (الإنجليزية)
- جيم وير على موقع كلية كرة السلة في سبورتس رفرنس.كوم (الإنجليزية)
- جيم وير على موقع ريلجم (الإنجليزية)
- جيم وير على موقع بروبوليرز (الإنجليزية)